# Grammatorcynus bicarinatus
Grammatorcynus bicarinatus és una espècie de peix de la família dels escòmbrids i de l'ordre dels perciformes present a les costes septentrionals d'Austràlia (Austràlia Occidental, Queensland i el nord de Nova Gal·les del Sud), el Golf de Papua (Nova Guinea) i les illes Loyauté.
Els mascles poden assolir els 112 cm de longitud total i els 13,5 kg de pes.